# Connor Trinneer

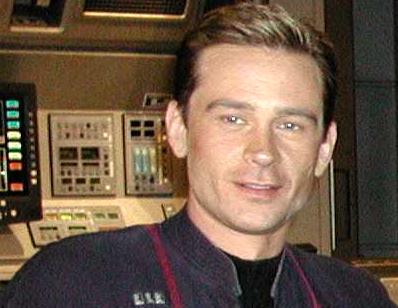
Connor Trinneer.

Connor Trinneer, född 19 mars 1969 i Walla Walla i Washington, är en amerikansk skådespelare.
Han studerade drama vid University of Missouri i Kansas City. Han har varit med i både teateruppsättningar och i olika TV-serier. Bland annat i Star Trek Enterprise, Cityakuten, Melrose Place, Far East, Touched by an angel, Stargate Atlantis och har även varit med i ett avsnitt av NCIS (TV-serie). Connor bor för närvarande i Los Angeles och hans fritidsintressen är att samla gamla mynt, att träna och att surfa.

## Filmografi
- 1996 – One Life to Live (TV-serie)
- 1998 – Sliders (TV-serie)
- 1998 – Touched by an Angel (TV-serie)
- 2000 – Freaky Links (TV-serie)
- 2001 – Gideon's Crossing (TV-serie)
- 2001 – Star Trek: Enterprise (TV-serie)
- 2001 – 61*
- 2005 – Numb3rs (TV-serie)
- 2006 – Close to Home (TV-serie)
- 2006 – Stargate Atlantis (TV-serie)
- 2006 – NCIS (TV-serie)
- 2006 – Without a Trace (TV-serie)
- 2007 – Family Guy (TV-serie)
- 2008 – Criminal Minds (TV-serie)
- 2009 – Terminator: The Sarah Connor Chronicles (TV-serie)
- 2009 – 24 (TV-serie)
- 2009 – The Closer (TV-serie)
- 2009 – Lincoln Heights (TV-serie)
- 2009 – Star Runners
- 2010 – The Mentalist (TV-serie)
- 2011 – Pretty Little Liars (TV-serie)
- 2011 – NCIS: Los Angeles (TV-serie)
- 2012 – Suits (TV-serie)
- 2015 – American Odyssey (TV-serie)
- 2015 – Prey for Death
- 2017 – Riley Parra (TV-serie)
- 2017 – Unbelievable!!!!!
- 2017 – American Made
- 2017 – Stargate Origins (TV-serie)